# Marie Česká
Marie Česká (1124/5? – po r. 1172?) byla rakouská a bádenská markraběnka a bavorská vévodkyně z dynastie Přemyslovců.

## Život
Marie se narodila jako dcera českého knížete Soběslava I. a jeho manželky Adléty, dcery chorvatského krále Almoše. Německý historik Tobias Weller tvrdí, že svatba Marie České s rakouským markrabětem Leopoldem IV. byla dojednána o Svatodušních svátcích roku 1138 v Bamberku. Soběslav I. měl právě v Bamberku žádat Konráda III. o udělení Čech v léno pro svého syna Vladislava. Na oplátku měl český kníže uznat Konráda jako krále. Tuto dohodu měl stvrdit právě sňatek Soběslavovy dcery s Leopoldem, Konrádovým nevlastním bratrem.
Svatba se konala roku 1139, české princezně bylo v době sňatku zhruba patnáct let, jejímu manželovi asi třicet.
Manželství trvalo krátce, roku 1141 Leopold zemřel. Bezdětná vdova se nakonec provdala podruhé, za Heřmana III. Bádenského, se kterým pak měla dceru Gertrudu. Zemřela někdy po roce 1172. Pohřbená je v klášteře v Backnangu.